# Det Norske Akademis Pris
Det Norske Akademis Pris til minne om Thorleif Dahl uddeles årligt af Det Norske Akademi for Sprog og Litteratur. Prisen gives som en påskønnelse for fremragende skønlitterært eller faglitterært forfatterskab på riksmål, eller oversættelse til riksmål af skønlitteratur eller faglitteratur. Fra og med 1991 er prisen på 100 000 kroner. Prisvinderen bekendtgøres i november. Prisen blev første gang uddelt i 1983.

## Prismodtagere
- 1983 Arnold Eidslott
- 1984 Astrid Hjertenæs Andersen
- 1985 Leif Østby
- 1986 Torborg Nedreaas
- 1987 Stein Mehren
- 1988 Bergljot Hobæk Haff
- 1989 Anne-Lisa Amadou
- 1990 Jan Jakob Tønseth
- 1991 Erik Bystad
- 1992 Egil Kraggerud
- 1993 Ingard Hauge
- 1994 Erik Egeberg
- 1995 Kjell Heggelund
- 1996 Peter R. Holm
- 1997 Tove Lie
- 1998 Hans Aaraas
- 1999 Tor Åge Bringsværd
- 2000 Georg Johannesen
- 2001 Sven Kærup Bjørneboe
- 2002 Dag Østerberg
- 2003 Arne Worren
- 2004 Kjell Askildsen
- 2005 Torgeir Schjerven
- 2006 Sverre Dahl
- 2007 Marianne Gullestad
- 2008 Arild Stubhaug
- 2009 Ingvar Ambjørnsen
- 2010 Torstein Bugge Høverstad
- 2011 Beate Vibe

## Ekstern henvisning
Sprog- og litteraturpriser hos Riksmålsforbundet Arkiveret 1. april 2010 hos  Wayback Machine